# 長田博
長田 博（ながた ひろし、1927年〈昭和2年〉9月6日 - 2013年〈平成25年〉12月1日）は、日本の海軍軍人及び海上自衛官。第24代自衛艦隊司令官を経て第16代海上幕僚長を務めた。海軍兵学校出身最後の海上幕僚長（海兵76期）。

## 略歴
1944年（昭和19年）10月、海軍兵学校に第76期生として入校する。終戦により、海軍兵学校が閉校となり第2学年扱いで修了となる。その後、第一水産講習所に入学。卒業後は、日魯漁業に入社し、トロール船に乗組む。1953年（昭和28年）8月、海軍ができると聞き、保安庁警備隊に応募し、三等警備士で入隊する。職種は砲術、ターター・システム導入に備えて第1回米留、帰国後は「あまつかぜ」砲雷長。念願の艦長は護衛艦「きたかみ」の1回だけで、以後、海幕防衛畑を歩む。4次防、53中業を手掛け、海上幕僚監部防衛部長として56中業をまとめ、海上防衛力の整備に尽力した。その後、呉地方総監、自衛艦隊司令官を経て、第16代海上幕僚長に就任。「新・八八艦隊」などと俗称される「八艦八機」体制の生みの親であり、退官に際して「海軍兵学校出身の最後の海幕長」として朝日新聞「この人」欄に取り上げられた。退官後は、艦船総合情報誌「世界の艦船」に高い頻度で執筆・寄稿したことでも知られた。
なお、自衛艦隊司令官は横須賀地方総監と同等の政令指定職5号ポストであり海幕長への登竜門となっているが、自衛艦隊司令官から海幕長への昇格は長田を最後に23年間、杉本正彦が就任するまで途絶えることとなる。

## 年譜
- 1944年（昭和19年）10月：海軍兵学校入校（第76期）
- 1945年（昭和20年）10月：終戦により第2学年（2号生徒）扱いで修了する。
- 1953年（昭和28年）8月：保安庁警備隊に三等警備士で入隊（第4期幹部講習員）
- 1967年（昭和42年）
  - 7月：2等海佐に昇任
  - 9月：護衛艦「きたかみ」艦長
- 1971年（昭和46年）7月1日：1等海佐に昇任
- 1973年（昭和48年）12月16日：第2護衛隊群司令部幕僚
- 1975年（昭和50年）7月1日：海上幕僚監部防衛部防衛課防衛班長
- 1976年（昭和51年）12月1日：海上幕僚監部防衛部防衛課長
- 1978年（昭和53年）3月16日：海将補に昇任
- 1979年（昭和54年）2月1日：第1潜水隊群司令に就任
- 1980年（昭和55年）7月1日：海上幕僚監部防衛部長
- 1981年（昭和56年）2月16日：海将に昇任
- 1982年（昭和57年）3月16日：第18代 呉地方総監に就任
- 1983年（昭和58年）12月20日：第24代 自衛艦隊司令官に就任
- 1985年（昭和60年）8月1日：第16代 海上幕僚長に就任
- 1987年（昭和62年）7月7日：退官
- 1997年（平成09年）11月3日：勲二等瑞宝章受章[2][3]
- 2013年（平成25年）12月1日：自衛隊中央病院にて心不全のため死去（享年86歳）[4]叙・正四位[5][6]

## 栄典
- 勲二等瑞宝章 - 1997年（平成9年）11月3日

## 関係する人物
- 香田洋二（娘婿、36代自衛艦隊司令官）